# Gradisca d'Isonzo
Gradisca d'Isonzo är en ort och kommun i regionen Friuli-Venezia Giulia i Italien och tillhörde tidigare även provinsen Gorizia som upphörde 2017. Kommunen hade 6 468 invånare (2018).